# Sportverein Waldhof Mannheim 07 1997-1998
Questa voce raccoglie le informazioni riguardanti lo Sportverein Waldhof Mannheim 07 nelle competizioni ufficiali della stagione 1997-1998.

## Stagione
Nella stagione 1997-1998 il Mannheim, allenato da Uwe Rapolder, concluse il campionato di Regionalliga sud al 7º posto. In Coppa di Germania il Mannheim fu eliminato ai quarti dall'Eintracht Treviri.

## Rosa
| N. |                     | Ruolo | Calciatore            |
| -- | ------------------- | ----- | --------------------- |
| 3  | Germania (bandiera) | D     | Rüdiger Rehm          |
| 5  | Brasile (bandiera)  | D     | Vilmar Santos Barbosa |
| 6  | Polonia (bandiera)  | D     | Dariusz Pasieka       |
| 18 | Germania (bandiera) | C     | Werner Protzel        |
|    | Germania (bandiera) | P     | Pascal Borel          |
|    | Germania (bandiera) | P     | Kevin Knödler         |
|    | Germania (bandiera) | P     | Stephan Straub        |
|    | Albania (bandiera)  | D     | Çlirim Bashi          |
|    | Germania (bandiera) | D     | Marco Cacic           |
|    | Brasile (bandiera)  | D     | Carlinhos Paulista    |
|    | Germania (bandiera) | D     | Dennis Mackert        |
|    | Svizzera (bandiera) | D     | Samir Tabaković       |
|    | Svizzera (bandiera) | D     | Martin Thalmann       |
|    | Germania (bandiera) | D     | Maik Unfricht         |
|    | Turchia (bandiera)  | D     | Ibrahim Yıldırım      |

| N. |                                 | Ruolo | Calciatore        |
| -- | ------------------------------- | ----- | ----------------- |
|    | Croazia (bandiera)              | C     | Zdravko Barišić   |
|    | Austria (bandiera)              | C     | Dietmar Berchtold |
|    | Macedonia del Nord (bandiera)   | C     | Igor Jančevski    |
|    | Germania (bandiera)             | C     | Robert Ratkowski  |
|    | Serbia (bandiera)               | C     | Anđelko Urošević  |
|    | Bosnia ed Erzegovina (bandiera) | C     | Adnan Zildžović   |
|    | Croazia (bandiera)              | A     | Blaženko Bekavac  |
|    | Turchia (bandiera)              | A     | Atilla Birlik     |
|    | Turchia (bandiera)              | A     | Hakan Cengiz      |
|    | Germania (bandiera)             | A     | Sascha Koch       |
|    | Croazia (bandiera)              | A     | Marijo Marić      |
|    | Nigeria (bandiera)              | A     | Edwards Agbai Mba |
|    | Brasile (bandiera)              | A     | Piu               |
|    | Bosnia ed Erzegovina (bandiera) | A     | Halim Stupac      |

## Organigramma societario
Area tecnica
- Allenatore: Uwe Rapolder
- Allenatore in seconda: Eugen Hach
- Preparatore dei portieri:
- Preparatori atletici:
- Analisi video:

## Calciomercato

### Sessione estiva
| Acquisti | Acquisti           | Acquisti                 | Acquisti |
| R.       | Nome               | da                       | Modalità |
| -------- | ------------------ | ------------------------ | -------- |
| D        | Samir Tabaković    | Basilea                  |          |
| A        | Sascha Koch        | Kaiserslautern II        |          |
| C        | Zdravko Barišić    | SG Oftersheim            |          |
| D        | Çlirim Bashi       | FV Speyer                |          |
| C        | Dietmar Berchtold  | LASK                     |          |
| P        | Pascal Borel       | Waldhof Mannheim U19     |          |
| D        | Carlinhos Paulista | Juventus-SP              |          |
| A        | Ronald Hoop        | Palermo                  |          |
| C        | Igor Jančevski     | BSK Borča                |          |
| D        | Dirk Jörns         | Waldhof Mannheim II      |          |
| P        | Kevin Knödler      | Eintracht Francoforte II |          |
| A        | Marijo Marić       | Stoccarda                |          |
| A        | Edwards Agbai Mba  | Ditzingen                |          |
| C        | Gabriel Okolosi    | Young Boys               |          |
| D        | Dariusz Pasieka    | Dinamo Dresda            |          |
| C        | Werner Protzel     | Bayern Monaco II         |          |
| C        | Robert Ratkowski   | Rot-Weiss Essen          |          |
| A        | Jonah Sawieh       | Baden                    |          |
| P        | Stephan Straub     | Eintracht Treviri        |          |
| A        | Halim Stupac       | Jedinstvo Bihać          |          |
| D        | Martin Thalmann    | Ditzingen                |          |
| C        | Anđelko Urošević   | Augusta                  |          |
| C        | Adnan Zildžović    | 1. SV Suhl 1906          |          |

| Cessioni | Cessioni            | Cessioni              | Cessioni |
| R.       | Nome                | a                     | Modalità |
| -------- | ------------------- | --------------------- | -------- |
| D        | Enrico Barth        | Erzgebirge Aue        |          |
| A        | Frederick Commodore | Chongqing Liangjiang  |          |
| C        | Matthias Dehoust    | Lokomotive Lipsia     |          |
| A        | Thomas Epp          | Eintracht Francoforte |          |
| D        | Jens Gerlach        | Carl Zeiss Jena       |          |
| A        | Bjarki Gunnlaugsson | Molde                 |          |
| A        | Uwe Hartenberger    | Zwickau               |          |
| C        | Fabrizio Hayer      | Magonza               |          |
| C        | Norbert Hofmann     | Bochum                |          |
| C        | Andrzej Kobylański  | Widzew Łódź           |          |
| D        | Waldemar Ksienzyk   | Babelsberg            |          |
| P        | Marco Langner       | Reutlingen            |          |
| C        | Jürgen Luginger     | Saarbrücken           |          |
| C        | Mirko Reichel       | Bochum                |          |
| C        | Thomas Richter      | Eintracht Treviri     |          |
| C        | Niels Schlotterbeck | APOEL                 |          |
| D        | Frank Schön         | Wattenscheid 09       |          |
| C        | Alois Schwartz      | Homburg               |          |
| A        | Soner Uysal         | Amburgo               |          |
| C        | Mallam Yahaya       | Kickers Stoccarda     |          |

### Sessione invernale
| Acquisti | Acquisti     | Acquisti              | Acquisti |
| R.       | Nome         | da                    | Modalità |
| -------- | ------------ | --------------------- | -------- |
| A        | Hakan Cengiz | Eintracht Francoforte |          |

| Cessioni | Cessioni        | Cessioni              | Cessioni |
| R.       | Nome            | a                     | Modalità |
| -------- | --------------- | --------------------- | -------- |
| D        | Adriano         | Baden                 |          |
| A        | Ronald Hoop     | Baden                 |          |
| D        | Dirk Jörns      | Sandhausen            |          |
| C        | Gabriel Okolosi | Baden                 |          |
| A        | Jonah Sawieh    | Eintracht Francoforte |          |

## Risultati

### Regionalliga

#### Girone di andata
| 2 agosto 1997, ore 14:00 CEST 1ª giornata | Waldhof Mannheim | 3 – 0 | Darmstadt |  |

| 6 agosto 1997, ore 19:30 CEST 2ª giornata | Monaco 1860 II | 0 – 0 | Waldhof Mannheim |  |

| 9 agosto 1997, ore 14:30 CEST 3ª giornata | Waldhof Mannheim | 3 – 2 | Wehen |  |

| 20 agosto 1997, ore 19:30 CEST 4ª giornata | Augusta | 2 – 2 | Waldhof Mannheim |  |

| 24 agosto 1997, ore 17:00 CEST 5ª giornata | Waldhof Mannheim | 0 – 0 | Karlsruhe II |  |

| 30 agosto 1997, ore 14:30 CEST 6ª giornata | Wacker Burghausen | 1 – 1 | Waldhof Mannheim |  |

| 6 settembre 1997, ore 14:30 CEST 7ª giornata | Waldhof Mannheim | 1 – 0 | Borussia Fulda |  |

| 13 settembre 1997, ore 14:30 CEST 8ª giornata | Reutlingen | 2 – 1 | Waldhof Mannheim |  |

| 19 settembre 1997, ore 20:15 CEST 9ª giornata | Waldhof Mannheim | 3 – 1 | VfR Mannheim |  |

| 26 settembre 1997, ore 19:30 CEST 10ª giornata | Kickers Offenbach | 0 – 0 | Waldhof Mannheim |  |

| 4 ottobre 1997, ore 14:30 CEST 11ª giornata | Waldhof Mannheim | 3 – 2 | Bayern Monaco II |  |

| 12 ottobre 1997, ore 15:00 CEST 12ª giornata | Neukirchen | 3 – 1 | Waldhof Mannheim |  |

| 18 ottobre 1997, ore 14:30 CEST 13ª giornata | Waldhof Mannheim | 0 – 2 | Ulma |  |

| 25 ottobre 1997, ore 15:00 CEST 14ª giornata | Ditzingen | 1 – 0 | Waldhof Mannheim |  |

| 1º novembre 1997, ore 14:00 CET 15ª giornata | Waldhof Mannheim | 1 – 1 | Weismain |  |

| 8 novembre 1997 16ª giornata |  | – turno di riposo |  |  |

#### Girone di ritorno
| 15 novembre 1997, ore 14:30 CET 17ª giornata | Waldhof Mannheim | 1 – 1 | Kirchheim/Teck |  |

| 22 novembre 1997, ore 15:00 CET 18ª giornata | Darmstadt | 0 – 0 | Waldhof Mannheim |  |

| 29 novembre 1997, ore 14:30 CET 19ª giornata | Waldhof Mannheim | 4 – 0 | Monaco 1860 II |  |

| 7 dicembre 1997, ore 14:00 CET 20ª giornata | Wehen | 0 – 1 | Waldhof Mannheim |  |

| 13 dicembre 1997, ore 14:30 CET 21ª giornata | Waldhof Mannheim | 2 – 2 | Augusta |  |

| 28 febbraio 1998, ore 15:00 CET 22ª giornata | Karlsruhe II | 2 – 1 | Waldhof Mannheim |  |

| 7 marzo 1998, ore 15:00 CET 23ª giornata | Waldhof Mannheim | 3 – 2 | Wacker Burghausen |  |

| 14 marzo 1998, ore 15:00 CET 24ª giornata | Borussia Fulda | 2 – 4 | Waldhof Mannheim |  |

| 21 marzo 1998, ore 15:00 CET 25ª giornata | Waldhof Mannheim | 0 – 1 | Reutlingen |  |

| 28 marzo 1998, ore 15:00 CET 26ª giornata | VfR Mannheim | 1 – 1 | Waldhof Mannheim |  |

| 3 aprile 1998, ore 19:30 CEST 27ª giornata | Waldhof Mannheim | 2 – 1 | Kickers Offenbach |  |

| 9 aprile 1998, ore 19:00 CEST 28ª giornata | Bayern Monaco II | 1 – 0 | Waldhof Mannheim |  |

| 18 aprile 1998, ore 15:30 CEST 29ª giornata | Waldhof Mannheim | 2 – 4 | Neukirchen |  |

| 29 aprile 1998, ore 20:15 CEST 30ª giornata | Ulma | 1 – 2 | Waldhof Mannheim |  |

| 2 maggio 1998, ore 15:30 CEST 31ª giornata | Waldhof Mannheim | 0 – 2 | Ditzingen |  |

| 8 maggio 1998, ore 19:00 CEST 32ª giornata | Weismain | 1 – 1 | Waldhof Mannheim |  |

| 21 maggio 1998, ore 15:00 CEST 34ª giornata | Kirchheim/Teck | 2 – 3 | Waldhof Mannheim |  |

### Coppa di Germania
| Arbitro: | Frey |

|                              |                      |                                     |
| Sawieh 82’ Birlik 89’        | Marcatori            | 45’ Feinbier 72’ Süs                |
| Protzel Marić Birlik Pasieka | Tiri di rigore 4 – 3 | Majek Allievi Hasecke Feinbier Skok |

| Arbitro: | Wagner |

|                                                          |           |                               |
| Pasieka 24’ Barbosa 50’ Protzel 55’ (rig.) Berchtold 66’ | Marcatori | 1’ Lehmann 41’, 56’ Kronhardt |

| Arbitro: | Wack |

|                                                |                      |                                      |
| Ibrahim 56’                                    | Marcatori            | 15’ Koch                             |
| Bluhm Lasser Scheinhardt Heeren Krohm Hoffmann | Tiri di rigore 4 – 5 | Birlik Koch Hoop Pasieka Barbosa Mba |

| Arbitro: | Kemmling |

|             |           |  |
| Fengler 48’ | Marcatori |  |

## Statistiche

### Statistiche di squadra
| Competizione      | Punti | In casa | In casa | In casa | In casa | In casa | In casa | In trasferta | In trasferta | In trasferta | In trasferta | In trasferta | In trasferta | Totale | Totale | Totale | Totale | Totale | Totale | DR |
| Competizione      | Punti | G       | V       | N       | P       | Gf      | Gs      | G            | V            | N            | P            | Gf           | Gs           | G      | V      | N      | P      | Gf     | Gs     | DR |
| ----------------- | ----- | ------- | ------- | ------- | ------- | ------- | ------- | ------------ | ------------ | ------------ | ------------ | ------------ | ------------ | ------ | ------ | ------ | ------ | ------ | ------ | -- |
| Regionalliga sud  | 47    | 16      | 8       | 4       | 4       | 28      | 21      | 16           | 4            | 7            | 5            | 18           | 19           | 32     | 12     | 11     | 9      | 46     | 40     | +6 |
| Coppa di Germania | -     | 2       | 1       | 1       | 0       | 6       | 5       | 2            | 0            | 1            | 1            | 1            | 2            | 4      | 1      | 2      | 1      | 7      | 7      | 0  |
| Totale            | 47    | 18      | 9       | 5       | 4       | 34      | 26      | 18           | 4            | 8            | 6            | 19           | 21           | 36     | 13     | 13     | 10     | 53     | 47     | +6 |

### Andamento in campionato
| Giornata  | 1 | 2 | 3 | 4 | 5 | 6 | 7 | 8 | 9 | 10 | 11 | 12 | 13 | 14 | 15 | 16 | 17 | 18 | 19 | 20 | 21 | 22 | 23 | 24 | 25 | 26 | 27 | 28 | 29 | 30 | 31 | 32 | 33 | 34 |
| --------- | - | - | - | - | - | - | - | - | - | -- | -- | -- | -- | -- | -- | -- | -- | -- | -- | -- | -- | -- | -- | -- | -- | -- | -- | -- | -- | -- | -- | -- | -- | -- |
| Luogo     | C | T | C | T | C | T | C | T | C | T  | C  | T  | C  | T  | C  |    | C  | T  | C  | T  | C  | T  | C  | T  | C  | T  | C  | T  | C  | T  | C  | T  |    | T  |
| Risultato | V | N | V | N | N | N | V | P | V | N  | V  | P  | P  | P  | N  |    | N  | N  | V  | V  | N  | P  | V  | V  | P  | N  | V  | P  | P  | V  | P  | N  |    | V  |
| Posizione | 1 | 5 | 1 | 4 | 5 | 5 | 4 | 5 | 4 | 5  | 3  | 4  | 7  | 7  | 8  | 9  | 9  | 9  | 8  | 6  | 7  | 9  | 6  | 4  | 6  | 8  | 6  | 7  | 8  | 6  | 9  | 7  | 8  | 7  |

Legenda:

Luogo: C = Casa; T = Trasferta. Risultato: V = Vittoria; N = Pareggio; P = Sconfitta.

### Statistiche dei giocatori
| A. Adriano   | 1 | 0 | 0 | 0 |
| V. Barbosa   | 3 | 1 | 2 | 0 |
| Z. Barišić   | 0 | 0 | 0 | 0 |
| C. Bashi     | 0 | 0 | 0 | 0 |
| B. Bekavac   | 0 | 0 | 0 | 0 |
| D. Berchtold | 4 | 1 | 1 | 0 |
| A. Birlik    | 4 | 1 | 1 | 0 |
| P. Borel     | 0 | 0 | 0 | 0 |
| M. Cacic     | 0 | 0 | 0 | 0 |
| H. Cengiz    | 0 | 0 | 0 | 0 |
| R. Hoop      | 2 | 0 | 0 | 1 |
| I. Jančevski | 3 | 0 | 0 | 1 |
| D. Jörns     | 1 | 0 | 0 | 0 |
| K. Knödler   | 0 | 0 | 0 | 0 |
| S. Koch      | 2 | 1 | 1 | 0 |
| D. Mackert   | 2 | 0 | 1 | 0 |
| M. Marić     | 1 | 0 | 0 | 0 |
| E. Mba       | 3 | 0 | 1 | 0 |
| G. Okolosi   | 4 | 0 | 0 | 0 |
| D. Pasieka   | 4 | 1 | 0 | 0 |
| C. Paulista  | 0 | 0 | 0 | 0 |
| P. Piu       | 2 | 0 | 0 | 0 |
| W. Protzel   | 4 | 1 | 1 | 0 |
| R. Ratkowski | 0 | 0 | 0 | 0 |
| R. Rehm      | 0 | 0 | 0 | 0 |
| J. Sawieh    | 2 | 1 | 1 | 0 |
| S. Straub    | 4 | 0 | 0 | 0 |
| H. Stupac    | 1 | 0 | 0 | 0 |
| S. Tabaković | 2 | 0 | 0 | 0 |
| M. Thalmann  | 3 | 0 | 1 | 0 |
| M. Unfricht  | 0 | 0 | 0 | 0 |
| A. Urošević  | 3 | 0 | 0 | 0 |
| I. Yıldırım  | 0 | 0 | 0 | 0 |
| A. Zildžović | 1 | 0 | 0 | 0 |